# 樂蜀

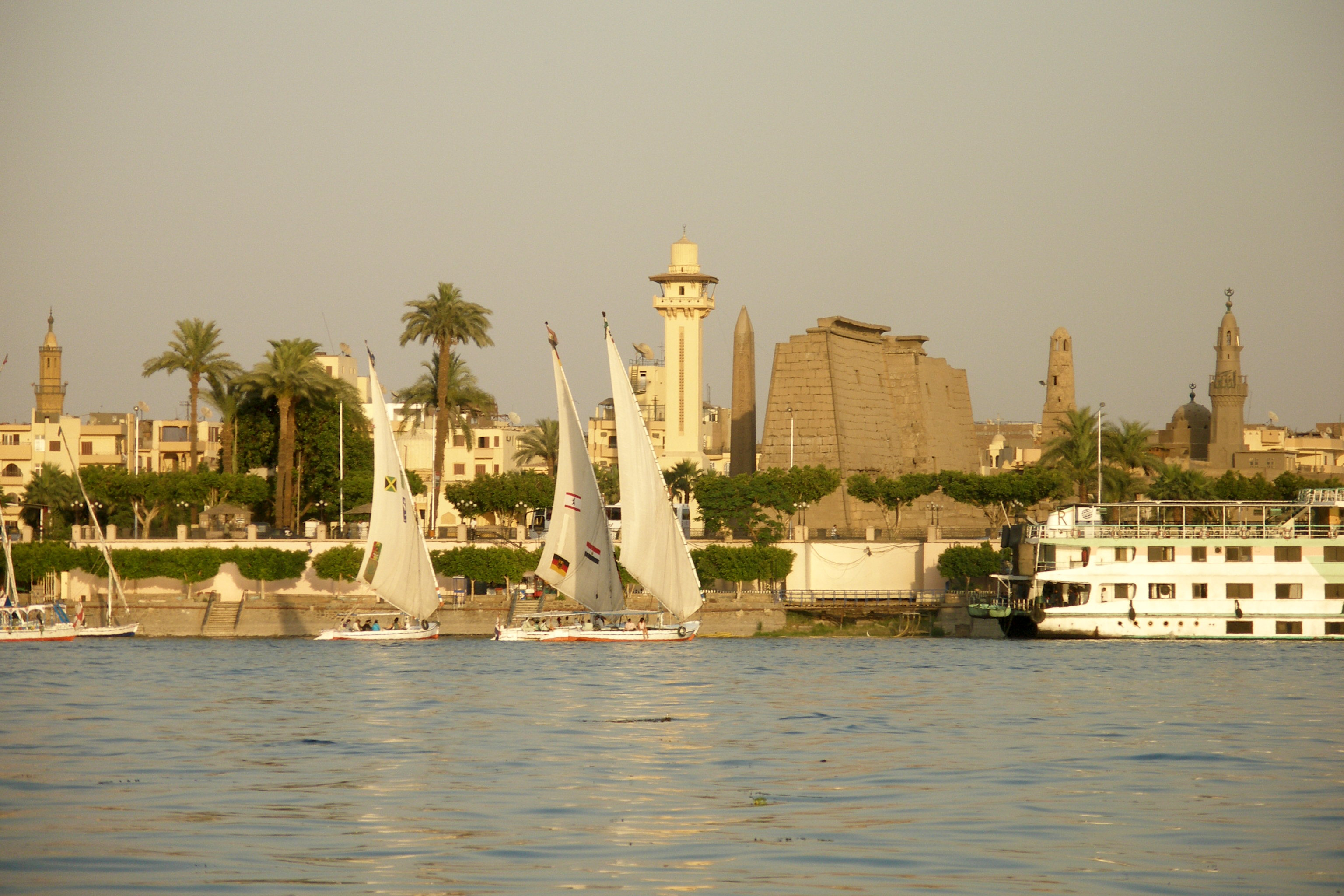
樂蜀的尼羅河畔

樂蜀（阿拉伯語：الأقصر）亦作樂蜀、盧克索，古稱底比斯，上埃及盧克索省的首府，為埃及的古都、歷史名城及著名旅遊景點。沿尼羅河南下，是遊客必遊之地。
樂蜀始建於公元前14世紀，古蹟包括帝王谷、樂蜀神廟及孟農巨像等。其中，樂蜀神廟有逾三千年的歷史，遺留巨型石像、浮雕及壁畫等。享有“全球最佳的露天博物馆”的美譽。

## 地理
盧克索被尼羅河分割為東西兩岸，在古埃及象徵著「生」與「死」。目前，東岸已經發展成為一個現代化城市，保留了青蔥的環境特色、傳統的市場及尼羅河的壯觀景色，擁有埃及最出色酒店、溫泉和高爾夫場。西岸則以其壯觀的法老墓和祭廟而聞名於世：比較著名的包括帝王谷、王后谷及哈布城 (Medinet Habu) 神廟。

### 考古
2018 年 4 月，埃及古物部宣佈在卡納克神廟中發現了可追溯到第25王朝的奧西里斯神殿。據考古學家埃薩姆·納吉（Essam Nagy）稱，該地區的遺骸包括陶罐、坐像的下部和石板的一部分，石板上放著一隻羊和一隻鵝，這是阿蒙神的象徵。
2018年11月，宣布了兩個不同的發現。一個是埃及最高古物委員會在西岸發現了一座13世紀的墳墓，屬於穆特神廟木乃伊神殿的監督者和他的妻子。五個月的挖掘工作直到此時已經揭示了家庭和 1,000座喪葬雕像或巫沙布提俑的多彩場景。 IFAO（法國東方考古研究所）和斯特拉斯堡大學的一個聯合小組在TT33中發現了1000個巫沙布提俑和兩個石棺，每個石棺都包含一具木乃伊。其中一個石棺是由埃及文物官員私下打開的，而另一個石棺是在國際媒體面前打開，是一位名叫Thuya的第 18 王朝女性。
2019 年 10 月，以扎希·哈瓦斯 (Zahi Hawass)為首的埃及考古學家揭示了一個古老的「工業區」，用於製造皇家陵墓的裝飾手工藝品、家具和陶器。該遺址包含一個燒製陶瓷的大窯和30個工作室。根據哈瓦斯的說法，每個工作室都有不同的目標——其中一些用於製作陶器、另一些用於生產黃金手工藝品、而另一些則仍用於生產家具。在山谷下方約75公尺處，出土了幾件據信曾裝飾過木製皇家棺材的物品，如鑲嵌珠子、銀戒指和金箔等。一些人工製品描繪了荷魯斯的翅膀。
2019 年10月，埃及考古團在El-Assasif公墓的哈特謝普蘇特太平廟前出土了30具保存完好的木棺（3000 年前） 。棺材裡有23名成年男性、5名成年女性和2名兒童的木乃伊，據信這些人來自中產階級。根據哈瓦斯的說法，木乃伊上裝飾著混合雕刻和設計，包括埃及眾神的場景、象形文字和死者之書，這是一系列讓靈魂在來世航行的咒語。有些棺材上刻著死者的名字。
2021年4月8日，以瓦斯為首的埃及考古學家在盧克索附近發現了一座擁有3400年曆史的「失落的黃金城市」阿騰（Aten）。它是迄今為止出土的古埃及最大的已知城市。約翰霍普金斯大學埃及學教授貝西·布萊恩稱該遺址是自圖坦卡蒙墓以來第二重要的考古發現。出土人員慶祝該遺址展示了對古埃及人日常生活的一瞥，在建築物旁邊發現了許多人工製品，例如可追溯到阿蒙霍特普三世統治時期的陶器、戒指和日常工作工具。

## 氣候
樂蜀属于埃及的沙漠地区，樂蜀降雨稀少，每月降雨量僅介於0至6毫米，平均年降雨量為43.0 mm（1.69英寸），气候干燥，昼夜温差大。卢克索全年气候温暖，阳光充沛，夏季阳光照射时间长达11小时，冬季则为8个小时。冬季平均气温为26°C，夏季最高能够达39°C。
| 樂蜀                 | 樂蜀        | 樂蜀        | 樂蜀        | 樂蜀        | 樂蜀         | 樂蜀         | 樂蜀         | 樂蜀         | 樂蜀         | 樂蜀        | 樂蜀        | 樂蜀        | 樂蜀        |
| 月份                 | 1月         | 2月         | 3月         | 4月         | 5月          | 6月          | 7月          | 8月          | 9月          | 10月        | 11月        | 12月        | 全年        |
| -------------------- | ----------- | ----------- | ----------- | ----------- | ------------ | ------------ | ------------ | ------------ | ------------ | ----------- | ----------- | ----------- | ----------- |
| 平均高温 °C（°F）    | 23.0 (73.4) | 25.4 (77.7) | 27.4 (81.3) | 35.0 (95.0) | 39.2 (102.6) | 41.4 (106.5) | 41.1 (106.0) | 40.4 (104.7) | 38.8 (101.8) | 35.3 (95.5) | 28.9 (84.0) | 24.4 (75.9) | 33.4 (92.1) |
| 平均低温 °C（°F）    | 5.4 (41.7)  | 7.1 (44.8)  | 10.4 (50.7) | 16.0 (60.8) | 20.2 (68.4)  | 22.6 (72.7)  | 23.6 (74.5)  | 23.2 (73.8)  | 21.3 (70.3)  | 17.3 (63.1) | 11.6 (52.9) | 7.1 (44.8)  | 15.5 (59.9) |
| 平均降水量 mm（）    | 1 (0.0)     | 2 (0.1)     | 3 (0.1)     | 4 (0.2)     | 5 (0.2)      | 6 (0.2)      | 5 (0.2)      | 4 (0.2)      | 3 (0.1)      | 2 (0.1)     | 5 (0.2)     | 3 (0.1)     | 43 (1.7)    |
| 来源：Climate Charts |             |             |             |             |              |              |              |              |              |             |             |             |             |

## 人口
樂蜀人口近50萬。

## 旅游

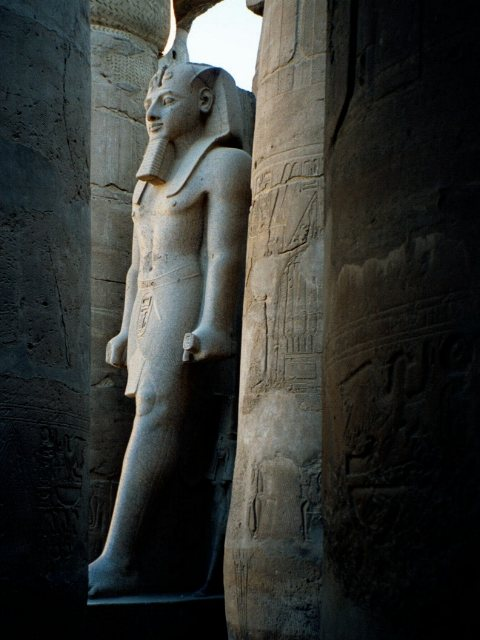
神庙

乐蜀是埃及的旅游胜地，每年吸引着大量游客前往观光。尼罗河东岸的卡纳克神庙和卢克索神庙是当地的著名旅游景点。
在古埃及神话中，西岸的日落代表往生之旅，因此象征着尼罗河西岸埋葬的亡灵。游客在卢克索可以选择体验西岸供考古学家执行挖掘任务时居住的简易酒店的简便住宿条件，或者走向另一个极端，入住市区的豪华酒店，例如西岸的 El-Moudira 酒店或东岸洋溢着厚重历史感的 Old Winter Palace 酒店。

## 事故
- 2013年2月26日，於樂蜀發生熱氣球墜毀事故，造成19人死亡2人受傷，包括9名香港旅客。
- 2018年1月5日，樂蜀一個載有20人的熱氣球遇上強風吹倒，墜落地上，36歲南非女遊客死亡。[4]

## 圖片

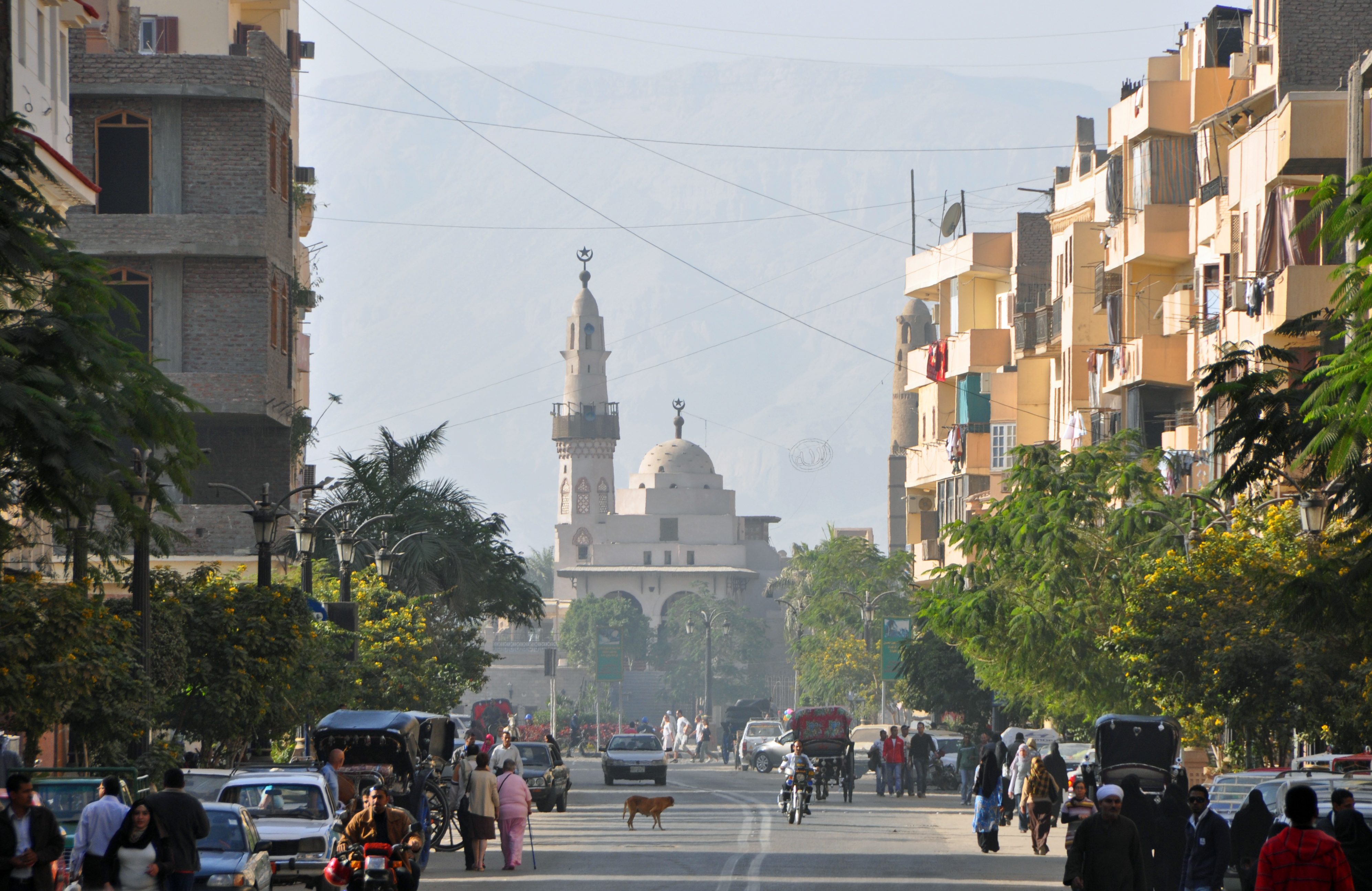
盧克索車站街
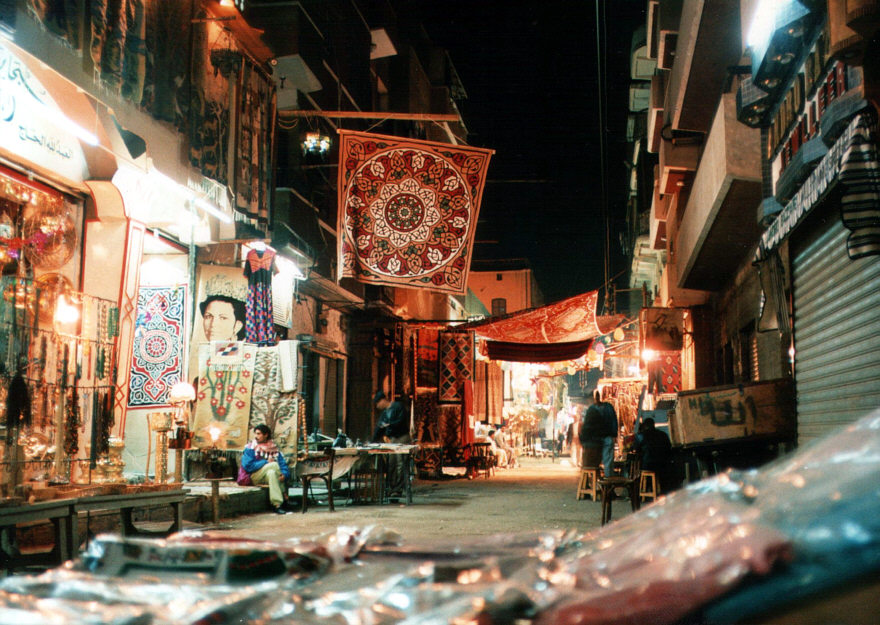
盧克索街頭市場
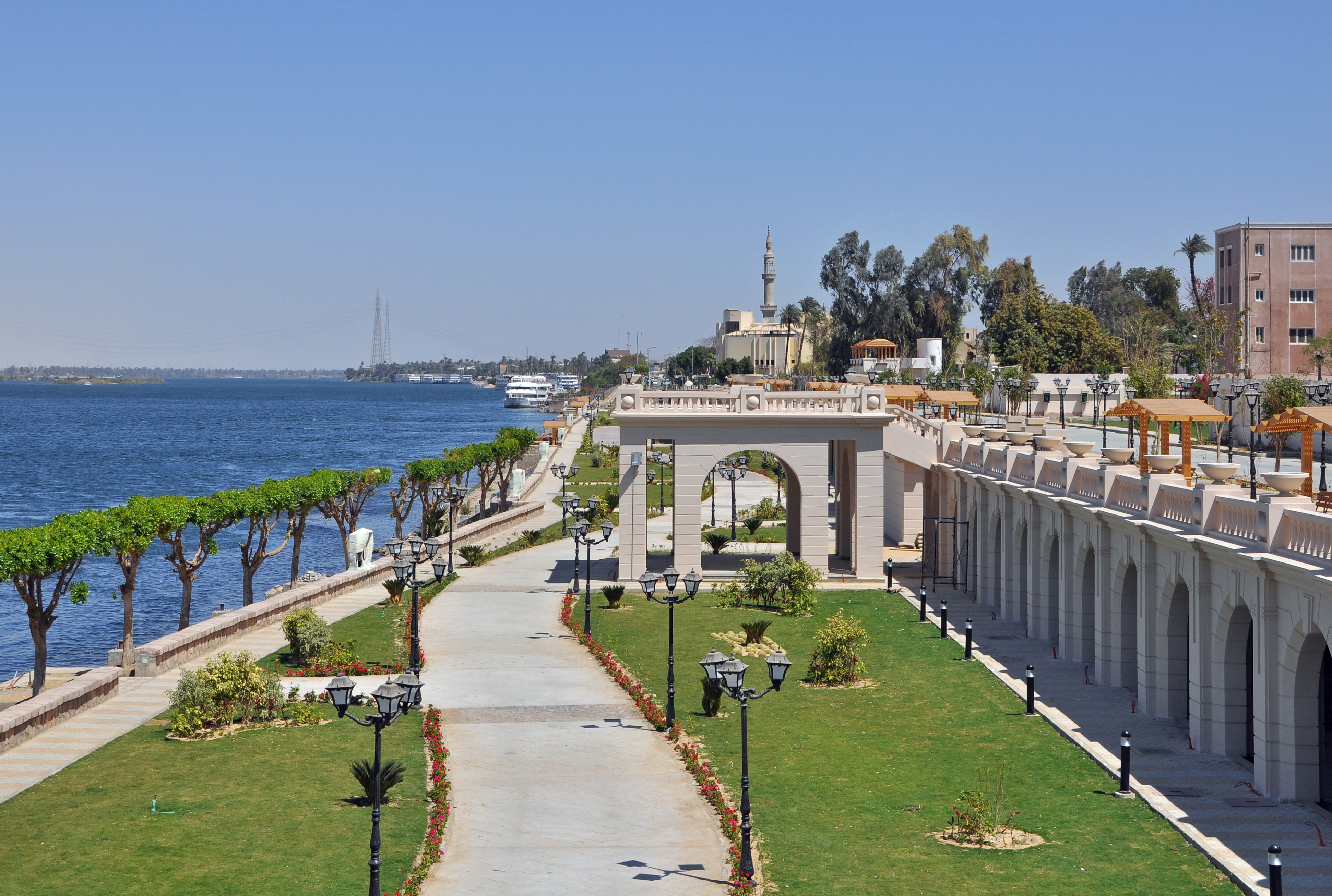
盧克索的新濱海路
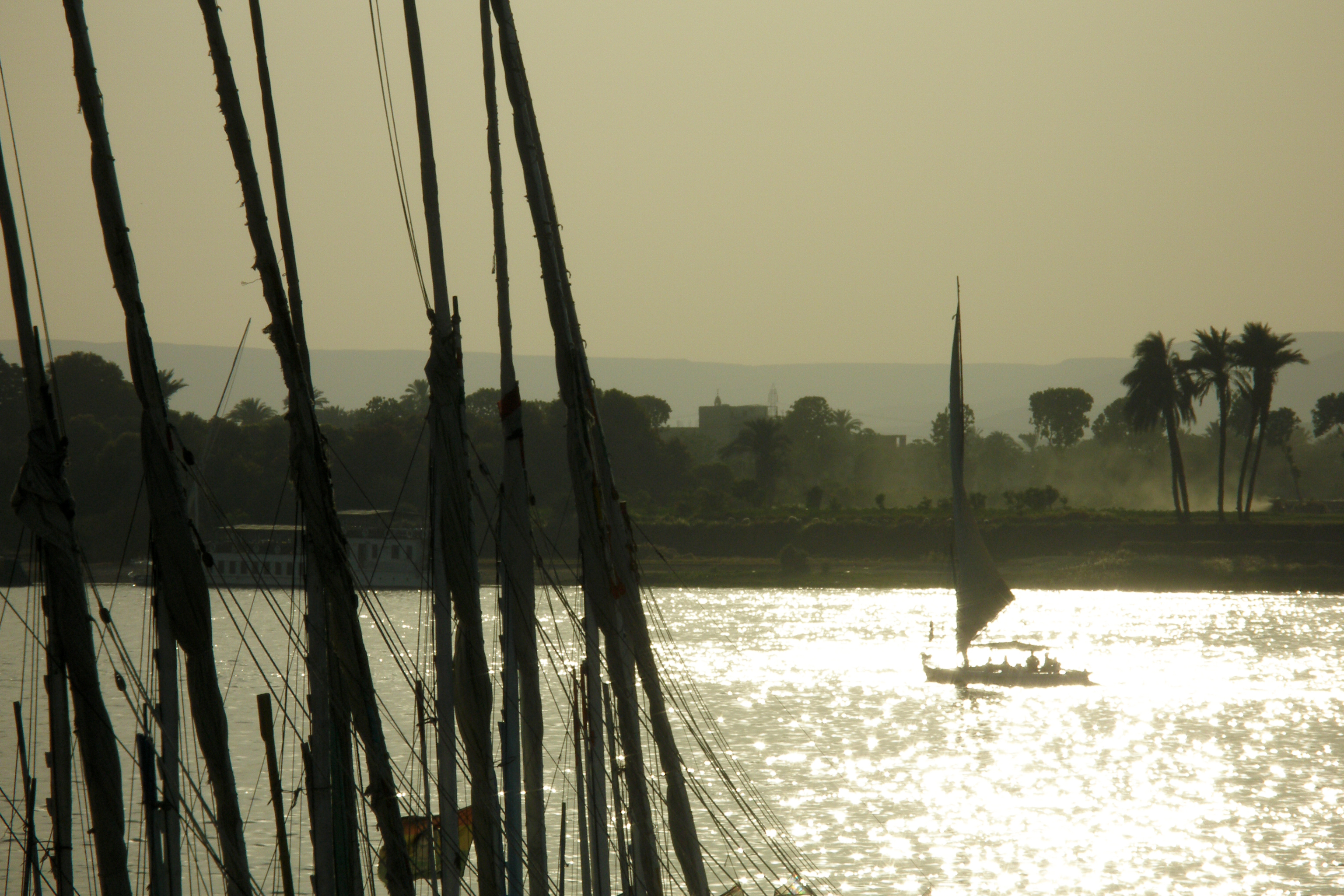
盧克索尼羅河上的日落
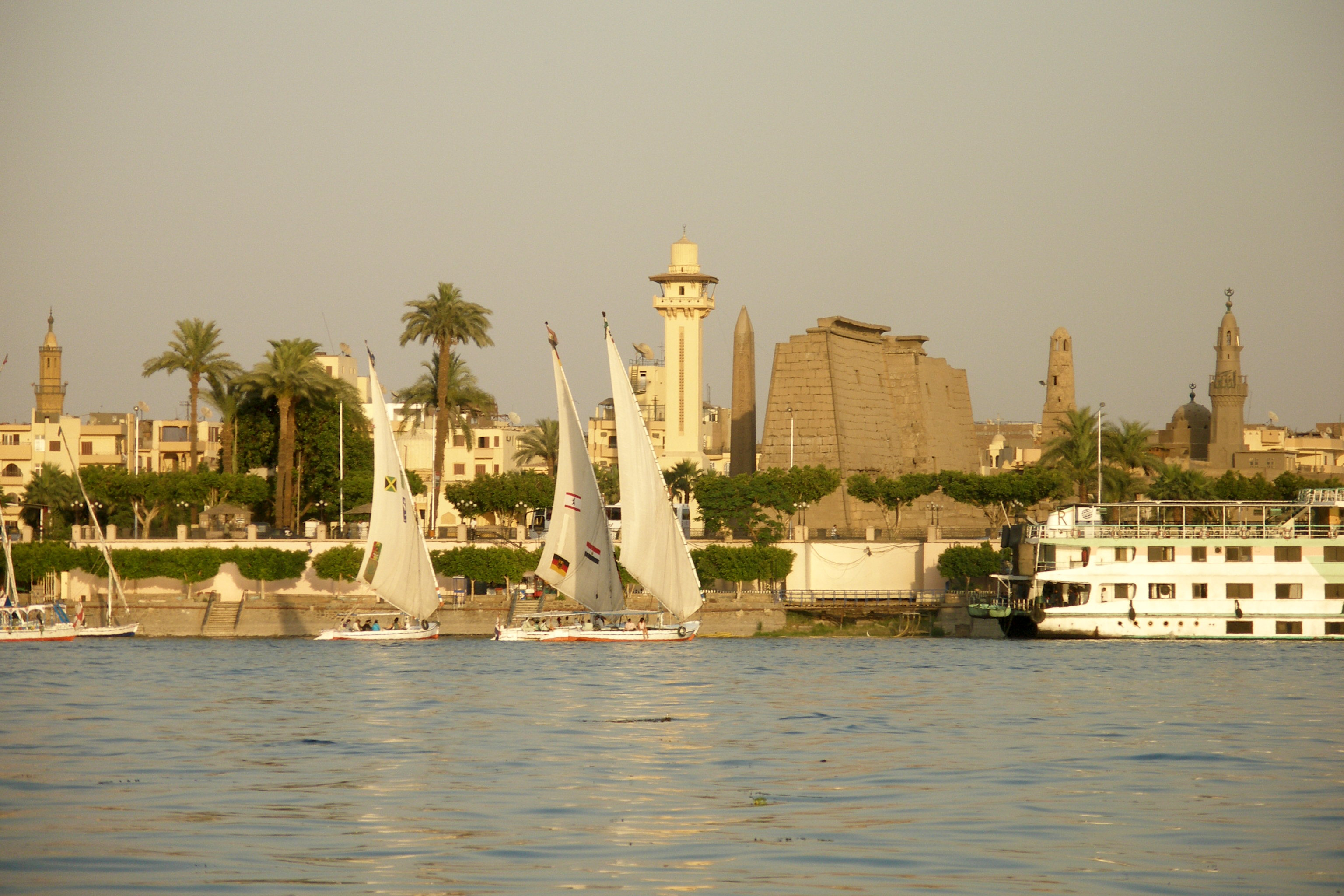
從尼羅河看盧克索神廟
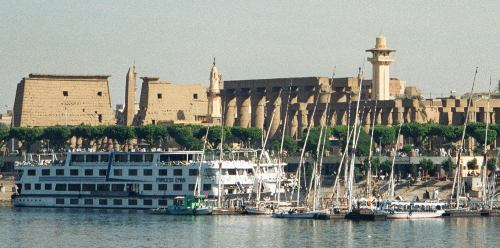
盧克索全景
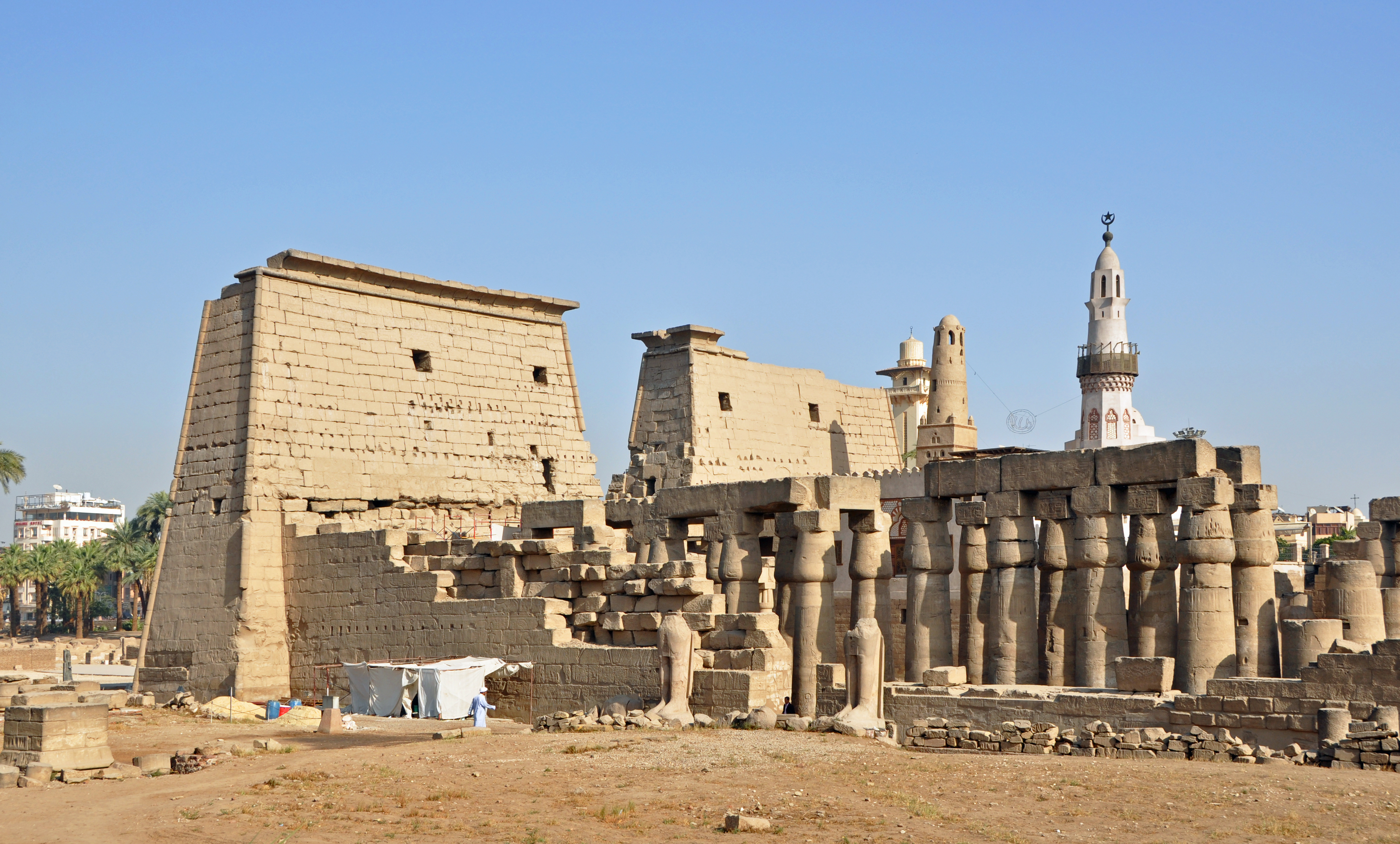
盧克索神廟
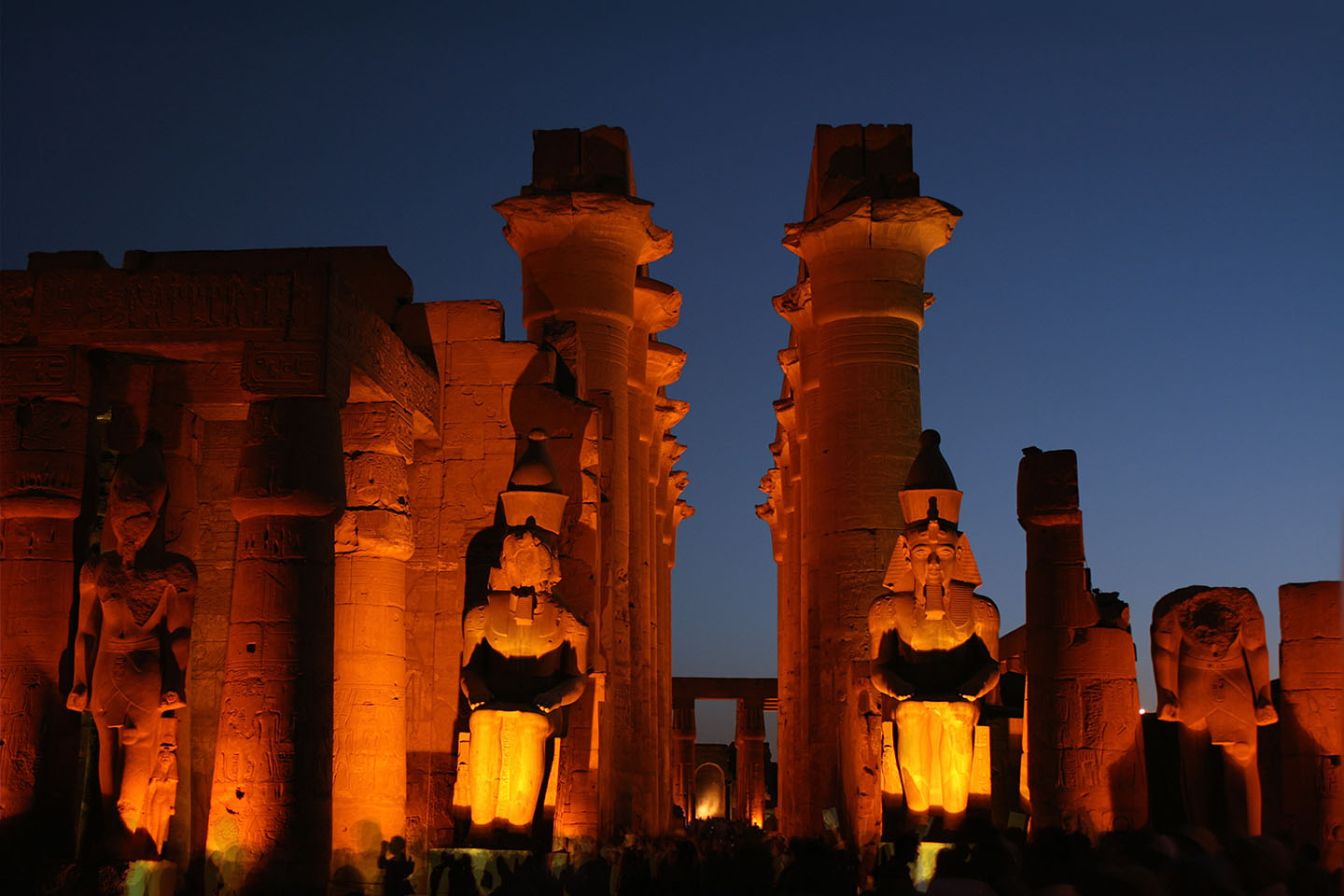
盧克索神廟的中央走廊和四個巨像
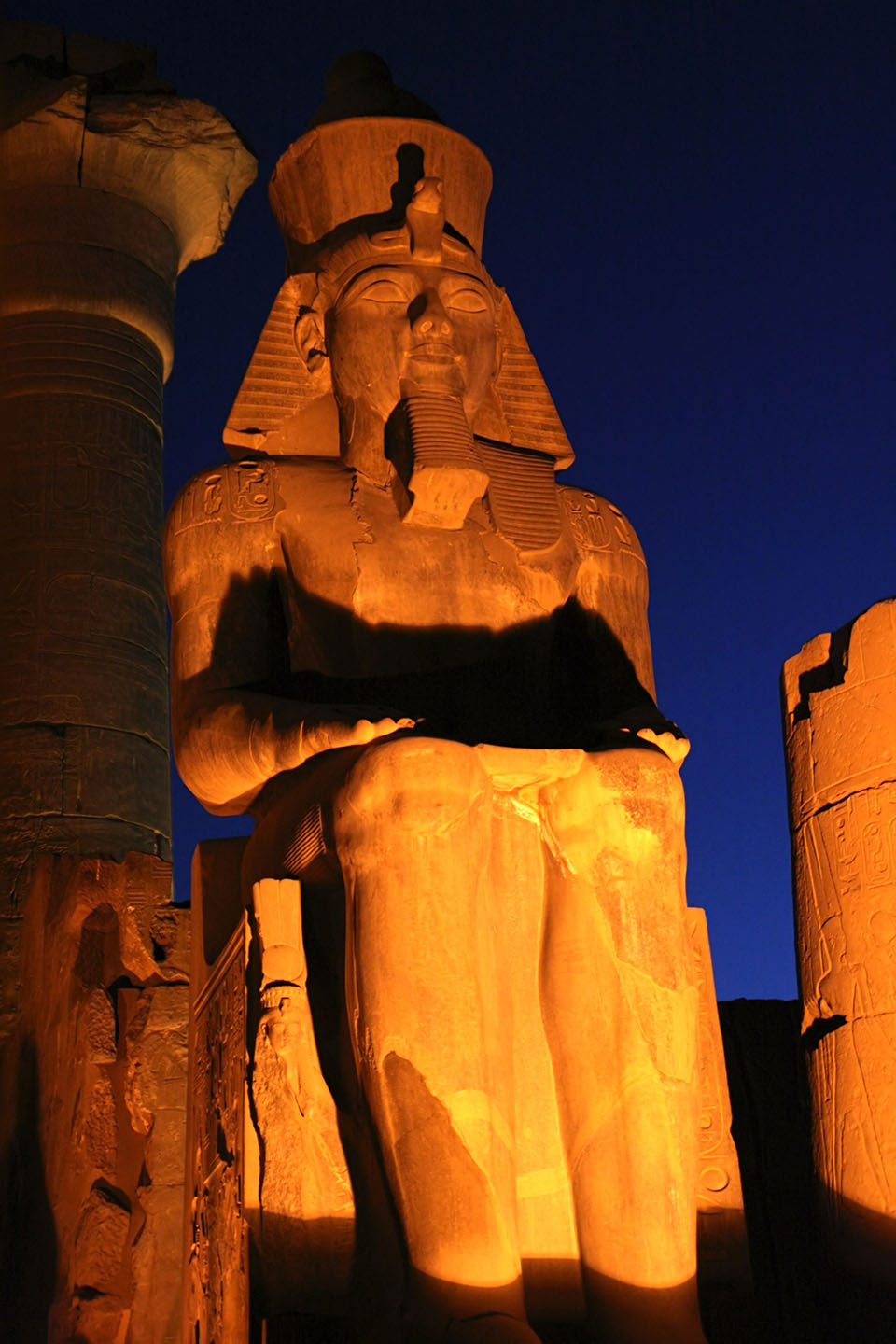
晚上坐在盧克索神廟內的拉美西斯二世巨像
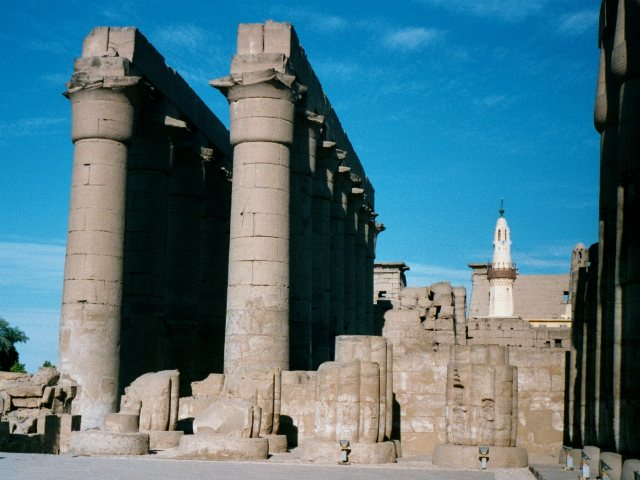
阿蒙霍特普的柱廊
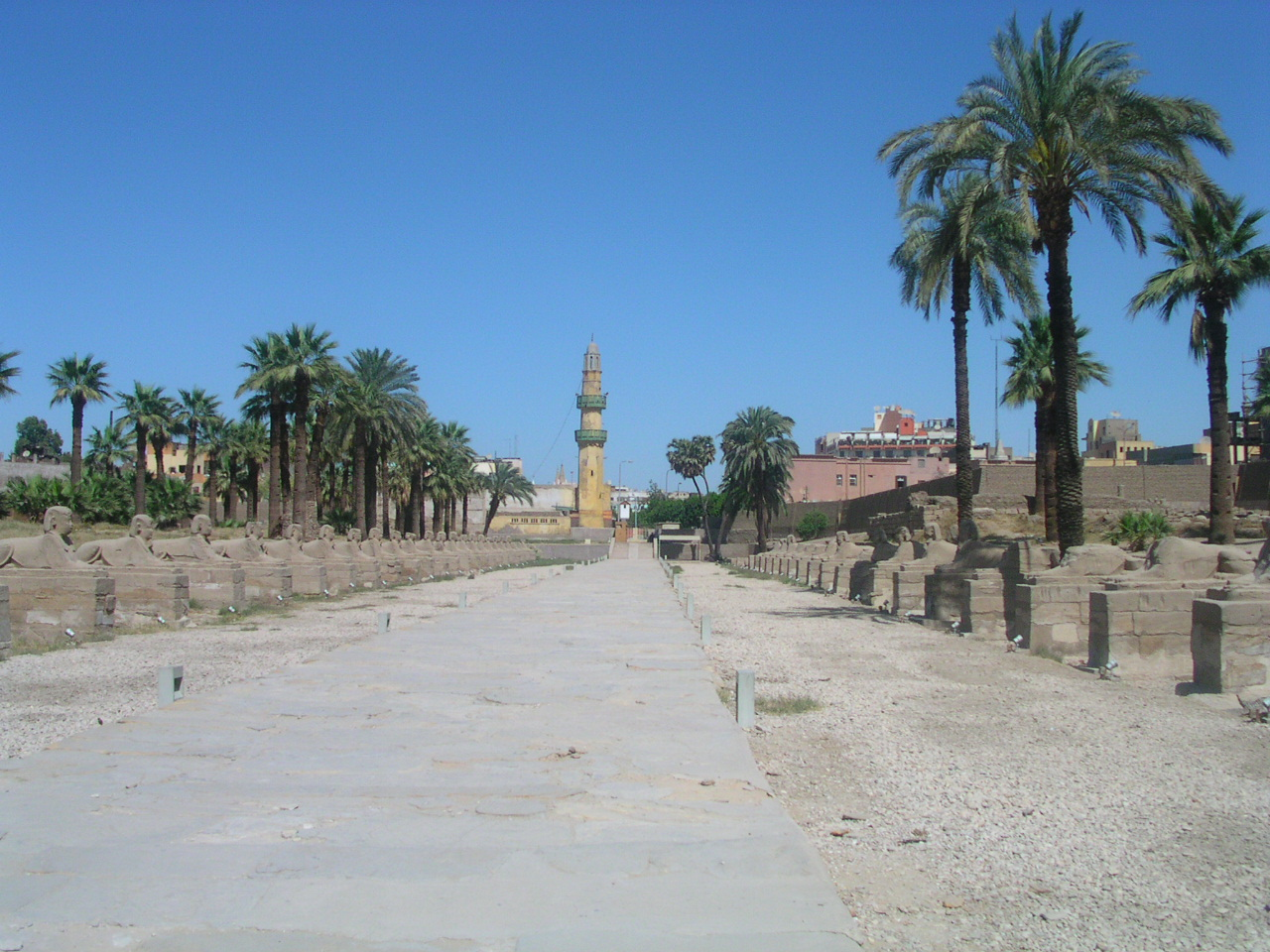
數以百計的獅身人面像曾經排列在通往附近卡納克的道路上
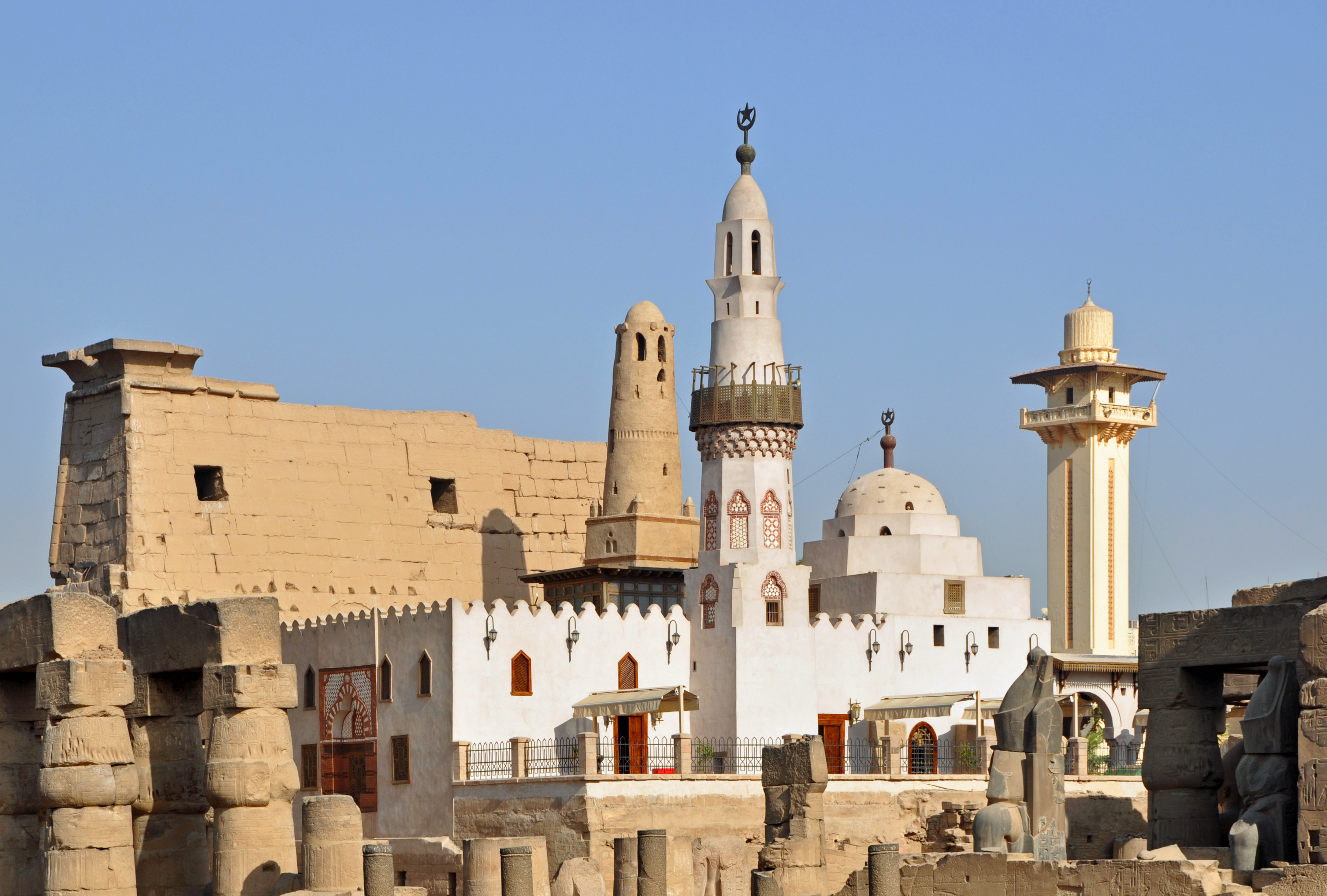
寺廟內的阿布哈加格清真寺
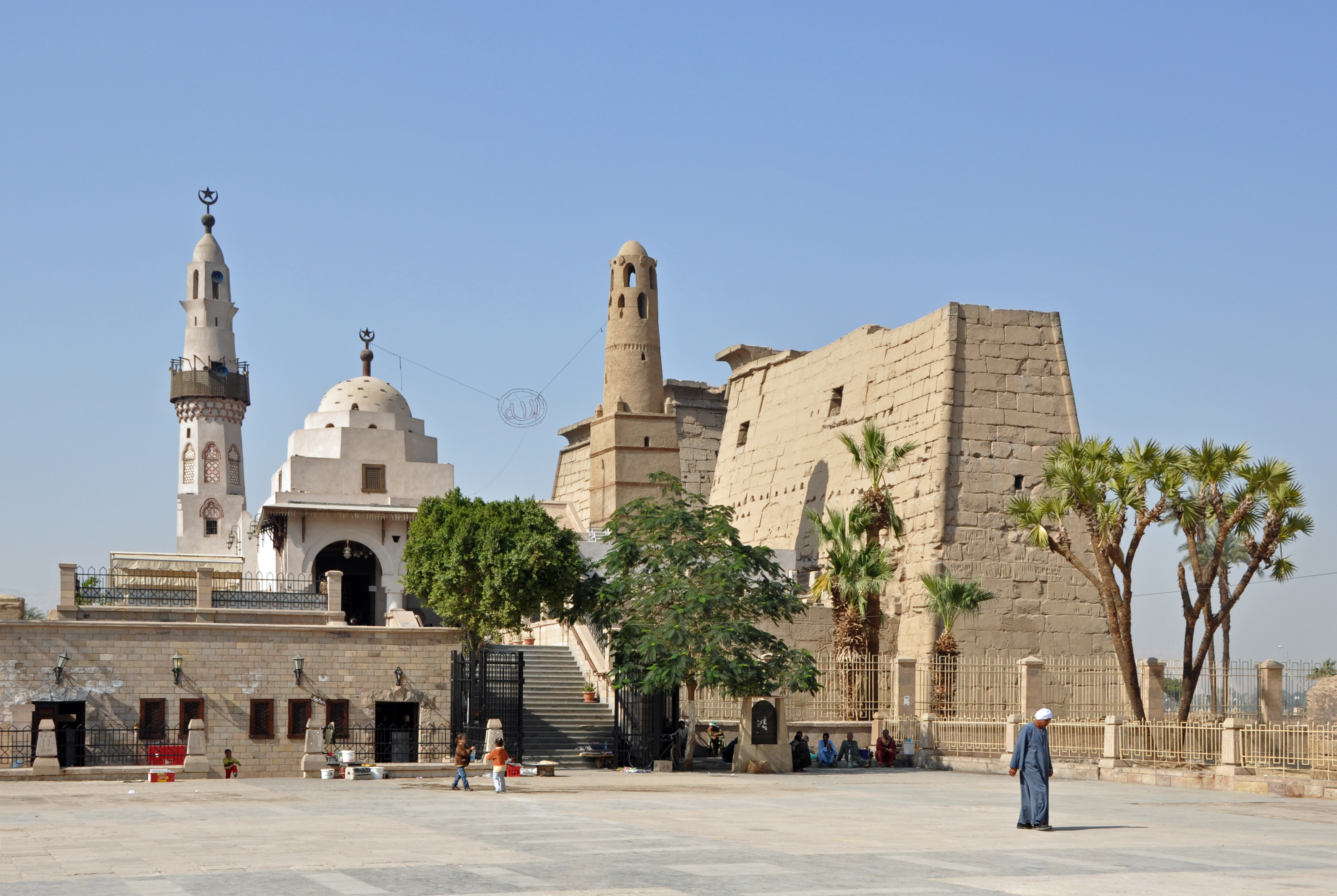
盧克索神廟和阿布哈格清真寺
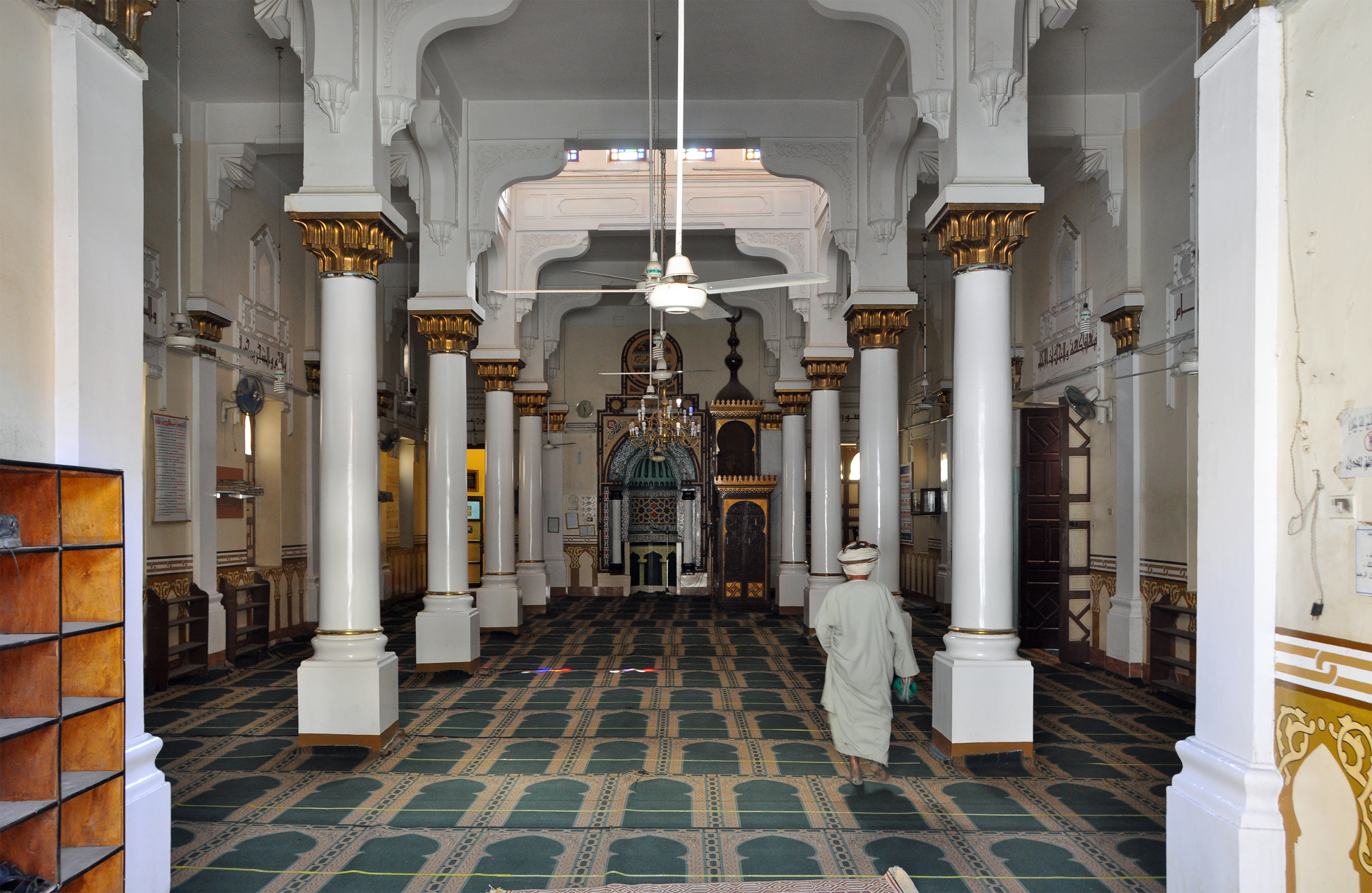
曼舍亞街清真寺
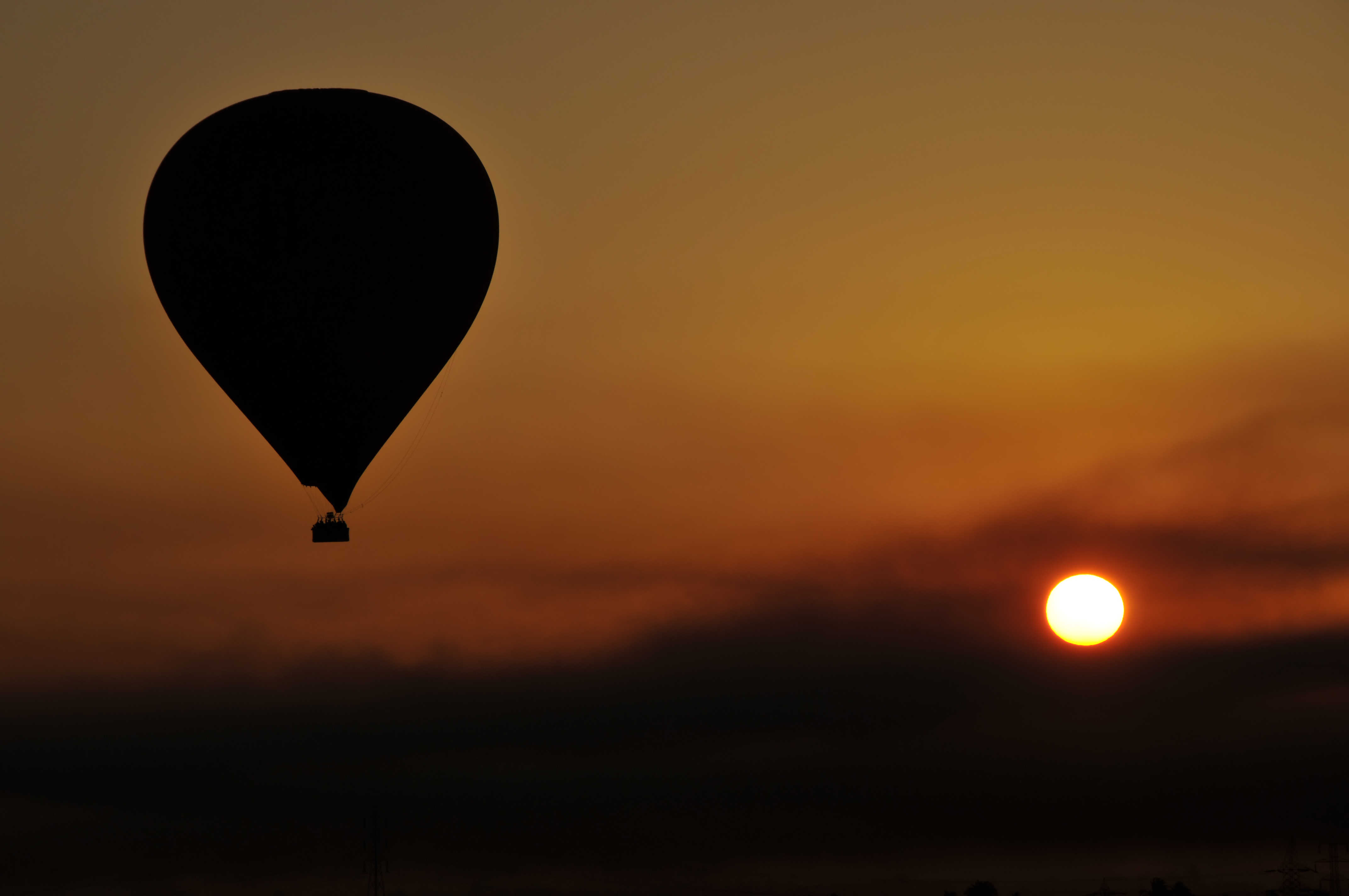
盧克索熱氣球

## 外部連結
- Theban Mapping Project: website devoted to the Valley of the Kings and other sites in the Theban Necropolis
- Luxor World Heritage Site in panographies Archive.today的存檔，存档日期2012-12-09 - 360 degree interactive imaging
- GCatholic Copic epachy （页面存档备份，存于）
- Kamil, Jill. . Al-Ahram Weekly, Issue No. 921. November 2008. （原始内容存档于2009-08-06）.
- Luxor Temple picture gallery at Remains.se